# Zombies Ate My Neighbors
Zombies Ate My Neighbors (Llamado Zombies en Europa y Australia por problemas de censura) es un videojuego de 1993, de acción, plataformas y disparos para las consolas Mega Drive de Sega y Super NES de Nintendo. El juego fue desarrollado, distribuido y producido originalmente por LucasArts como un homenaje cómico a clásicas películas de terror de la década de 1950 hasta la década de 1980. Fue publicado por Konami. El juego fue relanzado el 29 de junio de 2021 junto con al juego Ghoul Patrol en plataformas de octava generación y PC por parte de Disney Interactive / LucasFilm Games en colaboración con DotEmu.

## Características
Los protagonistas del juego son dos hermanos, Zeke y Julie, que tienen que desplazarse por varios escenarios donde deberán salvar a diferentes personas del ataque de monstruos de diversos tipos y cada cual con distintas características y formas de ser eliminados. Hay un nutrido arsenal de armas disponibles y artículos secundarios que pueden recogerse durante el juego. Se deben superar 48 niveles y en estos no es necesario salvar a todos, sino al menos una víctima, dejando morir a las demás, lo cual conlleva a que en el próximo nivel tu número de víctimas disminuirá y se abrirá una puerta para el siguiente nivel. Se puede entrar a niveles de bonificación si agarras el objeto del cuadro con el signo de interrogación, aunque en el bonus 3 es necesario salvar a las 10 animadoras del nivel 12 para poder acceder. Cada 4 niveles se obtiene una contraseña. En total hay 55 niveles: 48 normales, 6 de bonificación y el de crédito. Las complicaciones dependen del monstruo con el que haya que enfrentarse, los más difíciles son: El Chainsaw (Jason de Viernes 13), el bebé gigante, hombre lobo, Drácula, Frankenstein, la Nave Marciana, las Arañas Gigantes y los Snakeoids. Cada uno de estos tienen armas con las que es más fácil combatirlos, ya que todos los monstruos, menos la Masa tóxica y las Plantas venenosas pueden eliminarse con la pistola de agua, por ejemplo, los hombres lobo son más simple de eliminar con los cubiertos. El líder de estos es el Dr. Tongue, que aparece en decenas de niveles en los que al tomar una fórmula desaparece, a diferencia de los niveles 36 y 48, en ambas toma una fórmula para convertirse en una araña gigante, pero en la segunda ocasión, toma otra para convertirse en una cabeza gigante. Si se le gana en el nivel 48 se puede abrir la puerta y salvar a la animadora. Después del nivel 48 hay un nivel de créditos donde podrás salvar víctimas en las oficinas de los creadores del juego.

## Producción
Zombies Ate My Neighbors fue originalmente desarrollado por LucasArts. Fue publicado por Konami, una empresa ya conocida por juegos de plataformas, en 1993. La música para el juego fue creada por el aclamado compositor de bandas sonoras de videojuegos George Alistair Sanger. El motor ZAMN más tarde sería utilizado para Ghoul Patrol, Metal Warriors y Big Sky Trooper. Los monstruos en el juego se basan en las películas de terror lanzado en la década de 1950, así como películas más modernas, como el Viernes 13 y Masacre en Texas. La utilidad también es el arma sobre la base de estas representaciones, de manera que los hombres lobo mueren en un ataque en caso de ataque con los cubiertos, o vampiros mueren más rápido en caso de ataque con el crucifijo. El crucifijo es el arma más poderosa y la caja de Pandora es el elemento especial más poderoso. En la versión de SNES del juego, hay un lanzallamas que no está incluido en la versión para Sega Mega Drive.

## Monstruos
- Zombis: Es el primer monstruo en aparecer. Es bastante débil, pero aparece rápidamente, Muere fácilmente con la pistola de agua.
- Chucky: Muñeco asesino que puede lanzar hachas, es bastante rápido. Al morir puede dejar un hombre de fuego. Ambos mueren con latas de refresco.
- Jason Vorhees: Espectro poderoso, increíblemente resistente. Puede cortar paredes. Puede morir si se congela con el extintor y luego se le ataca.
- Plantas venenosas: Un monstruo estático, que puede lanzar ácido y crear espinas en el suelo. Las espinas pueden cortarse con la podadora.
- Clones: Son clones de ti mismo, son débiles pero aparecen rápidamente. Se eliminan fácilmente con la pistola de agua.
- Araña pequeña: Rápida, pero igual de débil que los Clones o los Zombis.
- Hombre fuego: A veces aparece tras matar a un chucky. Muere instantáneamente con Latas de Refresco.
- Hongo viviente: Monstruo lento y no muy resistente.
- Masa tóxica: Una masa de color rosa que puede lanzar lodo tóxico en tu cabeza. Se elimina con los helados o el extintor.
- Hombre lobo: Un tipo de bestia, que puede saltar paredes. En algunas etapas, los turistas pueden transformarse en estas criaturas haciéndote perder la víctima. Se eliminan instantáneamente con el tenedor o la cruz sagrada.
- Momia: Monstruos que sale de un sarcófago. Resiste bastante poco y es lento.
- Hombre pez: Tipo de anfibio que puede nadar. Tiene una resistencia media. Se elimina fácilmente con las latas de refresco y la Bazooka.
- Hormigas gigantes: Monstruo que puede escalar paredes y tomar objetos del suelo. Son bastantes resistentes, aunque se pueden eliminar de un golpe con la pistola marciana, la bazooka o la cruz sagrada.
- Bebé gigante: Más que ser un monstruo y difícil de matar, es una víctima más que tienes que rescatar (aunque el juego en ocasiones te de la oportunidad de irte y no matarlo) es recomendable terminar con él, ya que te deja un bebé como recompensa y este puede tomar el lugar de una víctima que haya muerto antes. Es fácil de matar con la poción de color rojo, la bazooka o el cofre que es el más efectivo.
- Marcianos: Aparecen en algunas etapas, se eliminan de un golpe, aunque son bastantes rápidos.
- Vampiro: Monstruo inmortal. Puede saltar paredes y convertirse en murciélago. No se elimina pero se espanta, es fácil de hacerlo con el crucifijo.
- Frasnkentein: Monstruo poderoso, aunque no inmortal. Lanza rayos.
- Tentáculos: Son débiles y solo aparecen en el primer bonus, al cual se accede solo si en el nivel 1 se rompe un arbusto con la bazooka o la poción roja y se agarra el cuadrado de bonus con signo de pregunta dorado.
- Gusano gigante (snakeoids): Tiene una resistencia moderada son rápidos se mueven bajo tierra y atacan saliendo repentinamente, puede ser eliminado fácilmente con una par de disparos de bazooka.

## Pociones
Pueden encontrarse a lo largo del juego:
- Poción roja: Es recomendable utilizarla cuando tengas que matar monstruos difíciles, porque hace que te transformes en un ser invencible durante unos minutos. No puedes hacer nada más que golpear.
- Poción azul: Es recomendable utilizarla cuando no tengas armas ni con que protegerte, ya que, a diferencia de la poción roja, esta hace que te vuelvas de un color azul y no te hagan nada al igual que tú a ellos tampoco, además de obtenerse la habilidad de caminar sobre el agua.
- Poción de interrogación: Esta poción, como su nombre lo indica, puede tener resultados muy variados desde: tener el mismo efecto que la poción roja o la azul; aumentar/disminuir tu barra de vida o convertirte en una especie de zombi el cual no puede ser controlado y se mueve aleatoriamente con el peligro de que si toca a una víctima, ésta muere.

## Censura
Debido a la temática del juego, estuvo sujeto a la censura. Este juego fue lanzado antes de que la ESRB apareciera y, antes de eso, Nintendo no quería nada de violencia en sus juegos de vídeo. Nintendo ordenó que sean removidas toda representación de sangre o violencia.
Los comités de censura en varios países europeos, es decir, de las Naciones Reino Unido, Italia, Francia, España, Alemania y Australia donde pasó más y han cambiado el nombre del juego y ordenó otros cambios, incluida la sustitución de la motosierra por hachas.

## Jugabilidad
El jugador escoge entre dos personajes adolescentes, Zeke y Julie, o ambas cosas en un modo para dos jugadores. Navegan los barrios suburbanos, centros comerciales, pirámides y otras áreas, destruyendo una gran variedad de monstruos de película de terror, incluyendo vampiros, hombres lobo, bebés enormes demoníacos, muñecas malas, y el juego insignia de los zombis. En cada una de las 48 etapas, que incluye siete niveles de bonificación opcional, el objetivo es rescatar a los vecinos supervivientes, y en ese momento se abre una puerta que llevará al jugador al siguiente nivel. Sin embargo, si el jugador se deascuida, cualquier enemigo en el juego puede matar al vecino que toque, evitando que estén salvos. Por lo menos un vecino debe ser salvado de cada nivel para pasar al siguiente. El juego termina si los jugadores pierden la totalidad de sus vidas o si todos los vecinos en la etapa actual son asesinados. Con la puntuación se pueden ganar cantidad de vecinos y vidas extra. Cada nivel tiene hasta diez vecinos, y para cada tipo de vecino hay un cierto puntaje.
Aunque Zombies Ate My Neighbors no fue un éxito inmediato, se convirtió en un clásico de culto años después de su lanzamiento. Tras su lanzamiento, tuvo un promedio de 85,6% en Gamerankings.com. Los revisores del juego citan a menudo el humor, el juego, los gráficos y la música como algunos de sus mejores aspectos, así como su modo de dos jugadores.
El juego es "colorido y detallado". Sus gráficos han sido elogiados, así como su banda sonora, que Seiblier llama un "homenaje a lo espeluznante, por sobre la principal música encontrada en las antiguas películas de terror." Luego pasó a mencionar que los efectos de sonido son igualmente impresionantes. Corbie Dillard dijo a Nintendolife.com que los gráficos no hacen "exactamente un nuevo conjunto de normas de 16-bit, pero aún consiguen una mirada aguda un el uso creativo de la combinación de colores más oscuros utilizados en todo el juego que realmente hace que las imágenes espeluznantes le hayan dado vida a la pantalla. " Terminó su examen de forma cariñosa denominando al juego "una segunda tasa de películas xxx".

## Legado
Una secuela titulada Ghoul Patrol fue lanzada en 1994, pero no fue tan bien recibida como su predecesor. Originalmente, Ghoul Patrol no estaba destinada a ser lanzado como una secuela de Zombies Ate My Neighbors, pero fue trabajado más como tal para aumentar las ventas. En 1997, LucasArts lanzó un juego de aventuras de la Saturn de Sega titulado Herc's Adventures, que utiliza el mismo formato y la mecánica de juego básica como Zombis Ate My Neighbors, sino parodias de la mitología griega antigua. Maniac Mansion: Day of the Tentacle, otro juego desarrollado por LucasArts, se hace referencia en Zombies Ate My Neighbors a través de un nivel secreto.

## Relanzamientos
El primer relanzamiento del juego después de su lanzamiento original en 1993 fue en la Virtual Console de Wii. Este relanzamiento solo era la versión de Super Nintendo con mejor resolución, no hay mucho que resaltar respecto a eso.
El segundo fue el 29 de junio de 2021, este relanzamiento es el segundo desde su lanzamiento original. Este fue para las consolas de octava generación, PC y MacOS, incluye su secuela Ghoul Patrol así como entrevistas con el staff original, galería de arte, multijugador local y mejora de resolución para jugarse televisores modernos. Aun así la colección contiene problemas de emulación en cuanto a sonido y los botones estaban en un orden nuevo sin la posibilidad de ser cambiado. Por lo que la colección fue duramente criticada por la gente que jugó los juegos originales en su SNES.